# Ernst Böckmann
Ernst Böckmann (* 4. August 1863 in Alsfeld; † 10. August 1940 in Darmstadt) war Kreisrat des Kreises Büdingen und des Kreises Schotten, erst im Großherzogtum, dann im Volksstaat Hessen.

## Familie
Seine Eltern waren der Steuerrat Friedrich Böckmann (1821–1887) und seine Frau Helene, geborene Schäffer. Ernst Böckmann blieb unverheiratet.

## Karriere
Ernst Böckmann studierte Rechtswissenschaft an der Universität Gießen und begann 1885 seine Verwaltungskarriere als Regierungsakzessist. 1894 wurde er Amtmann bei der staatlichen Invalidenversicherung in Darmstadt. Noch als Amtmann wechselte er 1897 zum Kreis Gießen. 1901 zum Regierungsrat befördert erhielt er 1902 die Stelle des Kreisrats in Büdingen. Wie die Stellen aller Kreisräte wurde auch seine 1917 zum Kreisdirektor heraufgestuft. Die Stelle in Büdingen hatte er über die Novemberrevolution hinaus inne. 1920 wechselte er als Kreisdirektor zum Kreis Schotten. 1928 trat er in den Ruhestand.

## Ehrungen
- 1905 Ritterkreuz I. Klasse des Verdienstordens Philipps des Großmütigen[1]
- 1913 Geheimer Regierungsrat[1]